# Gruppo 24 ORE
Il Gruppo 24 ORE è un gruppo editoriale italiano proprietario del quotidiano Il Sole 24 Ore, di Radio 24, dell'agenzia di stampa Radiocor, delle società 24 ORE Eventi, 24 ORE Cultura e Sole 24 ORE Formazione (insieme a Multiversity che ne detiene l'85%); quotato alla Borsa Italiana dal 6 dicembre 2007, dove è presente nell'indice FTSE Italia Small Cap. Il 71,918% delle quote del gruppo è di proprietà di Confindustria.

## Storia
Nel marzo 2007 è stata completata l'acquisizione del Gruppo editoriale Gpp, attivo nell'editoria di settore con circa 70 testate (fra le quali BarGiornale e Mark-up). La nuova acquisizione ha dato vita a un nuovo gruppo «Il Sole 24 ORE Business Media», polo editoriale dedicato all'editoria professionale.
Nel luglio 2007 sono state acquisite le società informatiche «STR S.p.A.», specializzata nel software per l'edilizia, e «Data Ufficio S.p.A.», specializzata nel software per professionisti e per la pubblica amministrazione. Nel 2007 il «Gruppo 24 ORE» era quotato in borsa per un valore di 750 milioni di euro.
Nel luglio del 2008 il gruppo è entrato nel mercato della formazione manageriale e della consulenza con l'acquisizione del 60% di Newton Management Innovation inserita nella "Divisione professionale". Dopo poco, sempre la "Divisione professionale", ha acquisito la società Esa Software S.p.A., specializzata in soluzioni software per aziende, risorse umane e professionisti. Dall'unione di Esa Software, STR, Data Ufficio e Softlab è nata 24 ORE Software.
Dal 2013 al 2016 presidente ed amministratore delegato del gruppo sono stati, rispettivamente, Benito Benedini e Donatella Treu.
Nel 2014 24 ORE Software, nonostante fosse una delle realtà leader nel panorama informatico e gestionale italiano, è stata venduta a TeamSystem S.p.A.. Viene ceduta anche la società «Business Media», per un prezzo che la stessa azienda qualifica come “simbolico”. Anche nel 2014 la gestione risulta in perdita per il sesto anno consecutivo, anche se il passivo di quell'anno è molto ridotto rispetto al 2013 (9,8 milioni contro 76,1). Le vendite vanno bene: i ricavi editoriali crescono in quell'anno di 1,4 milioni.
Dalla relazione semestrale 2016, resa nota il 30 settembre, emergono gravi passività nella gestione economica e finanziaria. La gravità della situazione porta la metà dei membri del consiglio d'amministrazione (tra cui l'amministratore delegato Gabriele Del Torchio) a rassegnare le dimissioni. Il comitato di redazione sfiducia il direttore Roberto Napoletano, ma il nuovo Presidente di Confindustria Vincenzo Boccia gli conferma la fiducia. A seguito di un esposto Adusbef, in ottobre la Procura di Milano apre un'indagine sulla situazione contabile del quotidiano «Il Sole 24 Ore». Il 14 novembre viene eletto il nuovo consiglio d'amministrazione: Giorgio Fossa, ex presidente di Confindustria, è nominato presidente del gruppo. Successivamente Franco Moscetti è nominato amministratore delegato.
Nel 2016 il «Gruppo 24 ORE» ha chiuso il terzo trimestre con una perdita di 61 milioni di euro e con una quotazione in borsa vicina ai 50 milioni di euro. Tali risultati sarebbero da imputare non a un basso volume di vendite e di abbonamenti ma alla gestione scriteriata delle risorse dell'azienda protrattasi sin dal 2007. Nel corso dell'anno viene deconsolidata la partecipazione in Newton Management Innovation S.p.A. (e di conseguenza in Newton Lab S.r.l.), inquadrata come joint venture.
Il 19 giugno 2017 il Gruppo cede il 49% del settore formazione ed eventi, che comprende 24ORE Business School, a Palamon Capital Partners(esclusa la joint venture Newton). La cessione al 100% su perfeziona nel settembre del 2020.
Il 19 luglio 2017 il Gruppo cede il 90% di BacktoWork24 ai fondatori.
A fine 2022, il Gruppo 24 Ore ha costituito una nuova scuola di formazione denominata Sole 24 ORE Formazione, controllata per l'85% da Multiversity
Business School 24 ha avviato un contenzioso legale contro il Sole 24 ORE per l'adozione del marchio "Sole 24 Ore Formazione", ritenuto confondibile con "24ORE Business School" e gli altri marchi detenuti da Business School 24, e potenzialmente dannoso per l'heritage e la legacy di 24Ore Business School. Il Sole 24 ORE si è costituita in giudizio chiedendo il rigetto delle domande di Business School 24 e avanzando domande riconvenzionali.

## Attività
Il Gruppo 24 ORE è attivo nelle seguenti aree:
- Media, con questi marchi:
  - Il Sole 24 Ore: quotidiano economico-finanziario;
  - ilsole24ore.com: quotidiano online aggiornato costantemente con articoli esclusivi che spaziano dall'economia alla politica, dagli esteri alla tecnologia, dalla finanza allo sport fino all'arte e alla cultura;
  - Diritto 24: settimanale online di documentazione giuridica;
  - Terra e Vita: settimanale di agricoltura, fondato nel 1959 da don Pisoni e affermatosi sotto la direzione di Luigi Perdisa e la collaborazione di Antonio Saltini;
  - Radio 24: emittente radiofonica FM e in DAB, disponibile anche in live streaming e podcast;
  - Il Sole 24 ORE Radiocor: agenzia giornalistica economico-finanziaria;
  - Radio24-IlSole24OreTV: canale televisivo di tipo all news di carattere finanziario e radiovisione di Radio 24.
- 24 Ore System (già Web System 24): concessionaria di pubblicità.
- 24 Ore Cultura: società che organizza mostre e gestisce musei e spazi espositivi.
- 24 Ore Eventi: struttura che ha il compito di concepire e realizzare iniziative volte ad amplificare temi e contenuti diffusi dalle testate giornalistiche del gruppo[35].
- Divisione Professionale: è la divisione che si occupa di editoria giuridica professionale e specializzata. Comprende oltre 32 periodici tematici, banche dati on line e off line, libri (soprattutto manualistica) e applicativi gestionali (dai dichiarativi fiscali, alla gestione della contabilità e bilancio, ai software in materia di edilizia). Dal maggio 2006 ha aderito al Consorzio Mercury per l'automazione dello scambio documentale tra applicativi gestionali diversi.

## Azionariato
Dopo l'aumento di capitale effettuato il 13 novembre 2017, la composizione del capitale azionario è come segue:
- Confindustria: 71,918%;
- Il Sole 24 ORE S.p.A.: 0,505%;
- Altri azionisti: 27,577%.